# سرآب‌باغ
سرآب‌باغ یکی از شهرهای استان ایلام است که درشهرستان آبدانان واقع شده‌است. این شهر در آبان‌ماه ۱۳۸۷ خورشیدی ایجاد شده‌است. جمعیت این شهر براساس آخرین سرشماری ۳۴۶۵ نفر می‌باشد.

## مردم
مردم این شهر کُرد هستند و به زبان کردی گویش کردی‌کردلی تکلم میکنند.

## آثار تاریخی
آثار سنگی گچی به جا مانده از محل سکونت شهری و متمدن ایلامیان در شمال این شهر در کنار رودخانه سنگر نشان از قدمت این منطقه می‌دهد. آثار و گنجینه‌های این محل به عنوان بررسی و اکتشاف نفت توسط نروژی‌ها در سالهای قبل انقلاب کشف و از کشور خارج شد. آسیاب‌های آبی و سنگ‌های آسیاب و کوزه شکسته‌ها نیز حاکی از دورهٔ تمدن ساسانیان دارد.

## گردشگری
از مهمترین جاذبه‌های گردشگری سرآب‌باغ دریاچه دوقلو سیاه گاو  می‌باشد. این دریاچه زیبا که آب آن از طریق چشمهٔ طبیعی در دل کوه‌های زاگرس تأمین می‌گردد هر ساله به ویژه در ایام نوروز پذیرای گردشگران زیادی می‌باشد. دیگر دریاچهٔ این شهر دریاچهٔ مصنوعی پونه می‌باشد که آب آن از طریق رودخانه سنگر تأمین می‌شود.
1. ↑  Geomatics and Cartographic Research Centre, Carleton University. "Atlas of the Languages of Iran". iranatlas.net (به انگلیسی). Retrieved 2025-05-12.